# Villa Saraceno
La Villa Saraceno es una villa del siglo XVI relacionada con el arquitecto Andrea Palladio. Se encuentra en el lugar llamado Finale, municipio italiano de Agugliaro (Vicenza).

## Historia
Es uno de los primeros trabajos de Palladio, y ha sido datada en los años 1540. Fue proyectada en 1543 y construida en torno al 1548. Se trata de un encargo de Biagio Saraceno, recibiendo su nombre de esta aristocrática familia que la encargó. Biagio Saraceno le pidió que interviniera en una granja agrícola preexistente, desde tiempo atrás propiedad de la familia. Es posible que el proyecto previera una reestructuración que comprendiera dicha granja. En 1570 el edificio fue ilustrado en un estado imaginario en la influyente publicación del arquitecto, «Los cuatro libros de arquitectura», presentando el edificio cerrado entre dos grandes barchesse en ángulo recto. Es un hecho que una reestructuración global no se efectuó nunca y que la intervención palladiana se circunscribió al edificio señorial. Sin embargo, la villa había sido construida en una forma más modesta, sin las características alas del arquitecto. Las razones de ello no están del todo claras, pero probablemente se refieren al hecho de que ya había una granja activa en el lugar. 

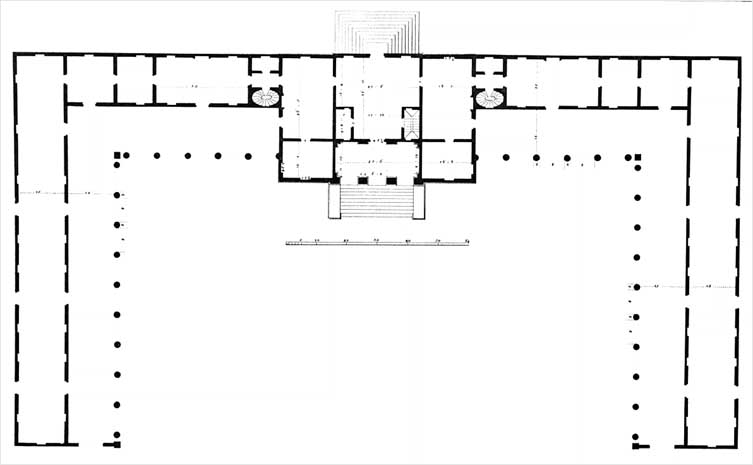
Planta de Villa Saraceno, realizada por Ottavio Bertotti Scamozzi en 1778.

La datación del inicio de las obras se coloca en el período que transcurre entre dos estimaciones fiscales: en la primera, de 1546, es aún citado el edificio señorial preexistente, mientras que en la segunda, datada en 1555, es descrita la nueva villa palladiana. Es posible que la construcción se remonte al 1548, cuando Biagio Saraceno adquirió un importante cargo político en la ciudad. En cualquier caso, es sólo treinta años más tarde cuando Pietro Saraceno, hijo de Biagio, realiza los estucos del interior y comienza el programa decorativo, quizá debido a Brusasorzi.
Sobre el lado derecho de la granja los edificios son aún del siglo XV. La barchessa fue construida a principios del siglo XIX, que la conecta con la edificación del siglo XV. 
La villa decayó por falta de reparaciones en el siglo XX pero mantuvo parte de sus frescos originales. Fue adquirida en 1989 por organización benéfica británica llamada Landmark Trust. Para el año 1994 el Trust había completado su restauración, convirtiendo la propiedad, que incluye edificios agrícolas adyacentes no de Palladio, en una casa de vacaciones para 16 personas. La restauración ha sido alabada por su sensibilidad, y desde 1996 la villa ha disfrutado de un nivel de protección adicional, al ser conservado como uno de los edificios que forman el conjunto Patrimonio de la Humanidad «La ciudad de Vicenza y las villas palladianas del Véneto». Las habitaciones principales de la villa están abiertas al público de manera limitada, pero el Trust atrajo algo de crítica en el pasado por no promocionar el edificio como parte del Lugar Patrimonio de la Humanidad.
En 2008 el Landmark Trust anunció que celebraría el aniversario del nacimiento de Palladio con una nueva guía de 5 euros para la Villa Saraceno en inglés e italiano y ampliando las oportunidades de visitarla.

## Arquitectura

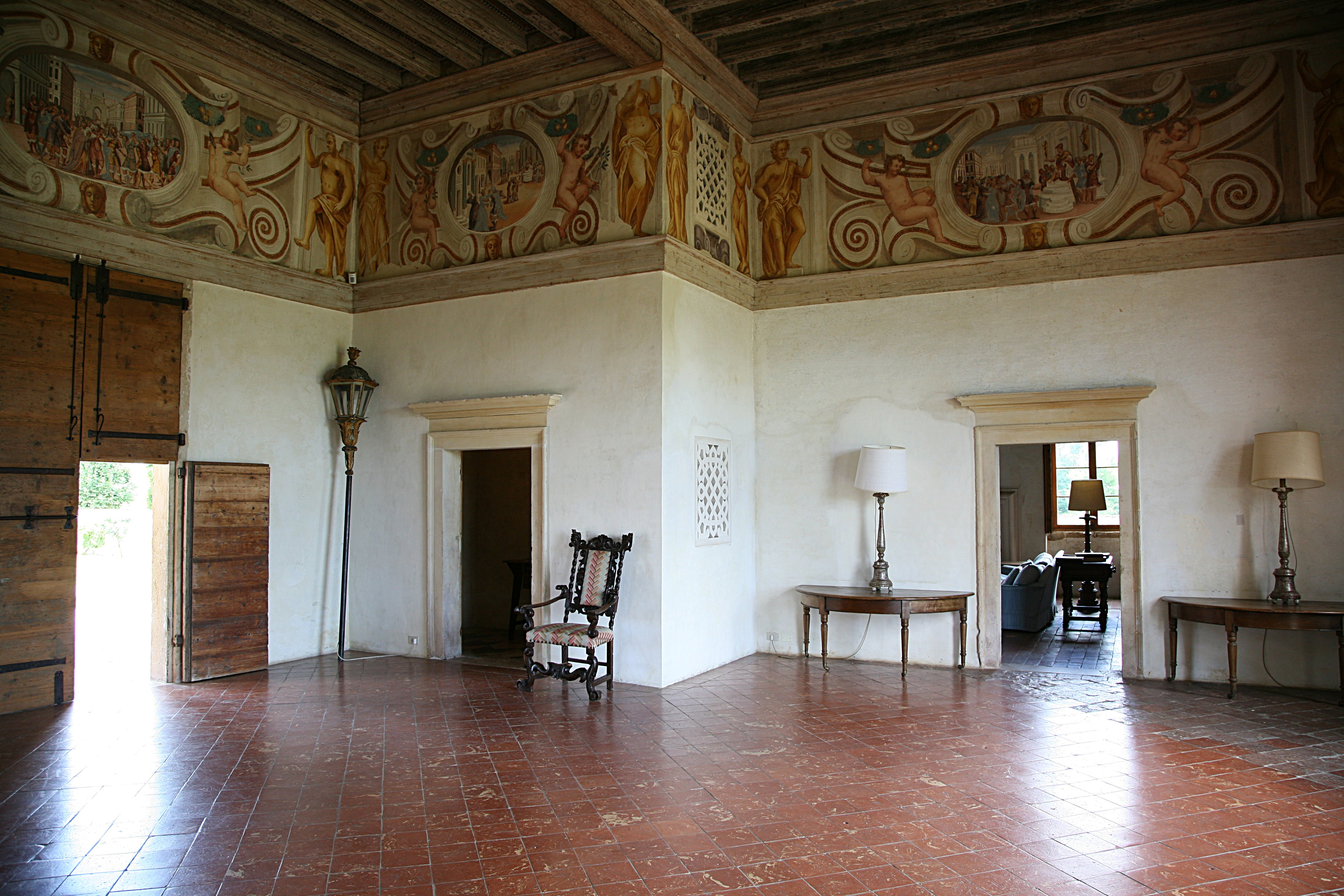
La sala.

En cualquier caso, el cuerpo de la villa es uno de los resultados más felices entre las realizaciones palladianas de los años cuarenta. De extraordinaria simplicidad, casi ascético, el edificio es un volumen puro construido en ladrillo y estuco, en el que los elementos decorativos están proscritos y el raro empleo de la piedra tallada está limitado a los elementos arquitectónicos más significativos, como las ventanas y los portones, y a las partes estructurales. Es sólo el diseño de la arquitectura el que infunde magnificencia al edificio, a pesar de sus dimensiones reducidas, derivando los elementos propios del templo romano antiguo: tiene un piano nobile que se eleva sobre la tierra sobre un podio, donde encuentran su espacio las bodegas; la logia de la fachada está coronada por un tímpano triangular. Pequeñas ventanas iluminan los ático, diseñados como un granero. 
Incluso en planta la villa es de una simplicidad desarmante: dos ambientes menores destinados a acoger las escaleras determinan la forma de «T» de la sala, a cuyos lados se disponen dos pares de estancias unidas por relaciones proporcionales.